# 天主教拉多姆教区
天主教拉多姆教區（拉丁語：Dioecesis Radomensis）是波蘭一個羅馬天主教教區。教區位於波蘭東南部，屬琴斯托霍瓦總教區。1992年3月25日自桑多米日-拉多姆教區分出。
2011年，在當地920,000人口中，有教友912,900人，佔轄區總人口99.2%、299個堂區、776名司鐸、99名修士、519名修女。
現任主教為亨利·瑪利亞諾·托馬西克，輔理主教為伯多祿·圖任斯基，榮休輔理主教為亞當·奧齊梅克。